# Amiota asymmetrica
Amiota asymmetrica är en tvåvingeart som beskrevs av Chen och Takamori 2005. Amiota asymmetrica ingår i släktet Amiota och familjen daggflugor. Inga underarter finns listade i Catalogue of Life.